# تو خونم (ترانه ورونیکاس)
«تو خونم» (به انگلیسی: In My Blood) ترانه‌ای از گروهٔ دونفرهٔ استرالیایی ورونیکاس می‌باشد که در چهارمین آلبوم استودیویی آن‌ها تحت عنوان گودزیلا (۲۰۲۱) قرار دارد.